# Бачманов, Андрей Маркович
Бачманов Андрей Маркович (около 1749—после 1795) — офицер Российского императорского флота, участник русско-турецкой войны (1768—1774), Первой Архипелагской экспедиции, Хиосского и Чесменского сражений, командовал линейным кораблём «Святослав» в ходе русско-шведской войны 1788—1790 годов, участвовал в Эландском и Выборгском сражениях. Георгиевский кавалер, капитан бригадирского ранга.

## Биография
Бачманов Андрей Маркович родился около 1749 года. Из дворян Новгородской губернии, сын Боцманмата морского флота, отставленного от службы с чином поручика Марка Ивановича Бачманова и его жены Февроньи Алексеевны (урожд. Горихвостова). Старший брат Андрея — Пётр был морским офицером, дослужился до чина капитана 2-го ранга.
25 марта 1761 года поступил кадетом в Морской шляхетный кадетский корпус, учился в 3-м классе, в арифметике. 1 мая 1765 года произведён в гардемарины. 16 июня 1768 года, после окончания учёбы, произведён в мичманы. В 1765—1769 годах ежегодно находился в плавании в Балтийском море.
Участвовал в русско-турецкой войне 1768—1774 годов и Первой Архипелагской экспедиции. В 1769 году на фрегате «Африка», в составе Второй Архипелагской эскадры контр-адмирала Джона Эльфинстона, перешёл из Кронштадта в Англию, а затем в 1770 году в Архипелаг. На том же фрегате участвовал: 16 мая — в атаке русской эскадры на турецкий флот в районе залива Наполи-ди-Романи, 24 июня — в Хиосском сражении, а 24-26 июня — в Чесменском сражении.
В 1771—1772 годах на том же фрегате крейсировал в Архипелаге. 1 января 1772 года произведён в лейтенанты. 24 октября 1772 года принимал участие в высадке десанта у крепости Чесма и подавлении её береговых батарей артиллерийским огнём. С мая по декабрь 1773 года участвовал в крейсерских плаваниях в Архипелаге. В кампанию следующего 1774 года с февраля по август принимал участие в блокаде пролива Дарданеллы. В 1775 году вернулся в Россию, в Ревель.
7 июля 1776 года на фрегате «Африка» принимал участие в Высочайшем смотре судов Архипелагских эскадр на кронштадтском рейде. В том же году в составе эскадры вице-адмирала С. К. Грейга принимал участие в плавании у Красной Горки. В 1777—1778 годах командовал этим фрегатом, находился в кронштадтской гавани.
1 января 1779 года произведён в капитан-лейтенанты. Командуя пинком «Кильдюин», купленном в Архангельске, участвовал в составе эскадры контр-адмирала С. П. Хметевского в «вооруженном нейтралитете», занимал пост у мыса Нордкап и крейсировал в Северном океане, зимовал в Копенгагене. В мае 1780 года прибыл в Кронштадт.
В 1781—1782 годах командовал в Ревеле брандвахтенным пакетботом «Сокол». В 1783 году назначен командиром фрегата «Счастливый», на котором перешёл из Ревеля в Кронштадт. В том же году был командирован в Вологодскую провинцию для набора рекрутов, по доставке которых в Санкт-Петербург, направлен в Архангельск для приемки нового корабля.
В 1784 году, командуя новопостроенным фрегатом № 36, перешёл из Архангельска в Кронштадт в составе эскадры контр-адмирала М. П. Фондезина. 1 января 1785 года произведён в капитаны 2 ранга. 26 ноября 1785 года «за совершение 18 кампаний в офицерских чинах» награждён орденом Святого Георгия 4 класса (№ 441).
В 1785 году назначен командиром линейного корабля «Святослав», на котором ежегодно совершал плавания в Балтийском море, принимал участие в обеспечении «вооружённого нейтралитета» и русско-шведской войне 1788—90 годов. 14 апреля 1789 года произведён в капитаны 1 ранга. 15 июля 1789 года участвовал в Эландском сражении, затем до августа крейсировал с эскадрой в районе мыса Дагерорт и островов Борнхольм и Готланд, после чего ввернулся в Ревель, а затем в Кронштадт. 22 июня 1790 года принял участие в Выборгском сражении, после которого крейсировал с эскадрой у Свеаборга и полуострова Паркалаут, затем перешёл в Ревель, а оттуда — в Кронштадт. 1 января 1795 года произведён в капитаны бригадирского ранга.

## Семья
Андрей Маркович Бачманов был женат, в семье было две дочери — Александра и Мария, и сын Павел — капитан-лейтенант; помещик Боровичского уезда Новгородской губернии. В 1868 году был внесен в VI часть ДРК Новгородской губернии.